# アカヒレ
アカヒレ（学名：Tanichthys albonubes、中：唐鱼、英：White Cloud Mountain minnow）はコイ科に属する淡水魚の一種。特徴的な赤い尾鰭から名前がつけられた。英名は原産地の1つである中国の白雲山に由来する。

## 形態
体長は最大でも3から4センチメートル程度である。体色はやや褐色がかった銀白色で、特徴的な赤い尾びれを持ち、体軸には縦条が入る。
メスは腹部が膨らみ丸みを帯びている。

## 生態
中国の個体は絶滅したとされているが、近年 M. Kottelat によって、ベトナム北部にも生息していることが明らかとなった。同属には他に Tanichthys micagemmae （通称ベトナムアカヒレ）がいる。

## 観賞魚
低水温や酸欠に強く、飼育や繁殖が比較的容易であることから観賞用に飼育されるほか、実験生物としても利用されている。「コッピー」として瓶の中に入れられ販売されるのは本種である。もっとも丈夫で飼い易い観賞魚のひとつである。
若魚は縦条が青い光沢を帯びて目立つために、ネオンテトラが高価な魚であった時代には「プアマンズネオン」「貧乏ネオン」と呼ばれている。丈夫で安値であることからメダカや金魚等と並び肉食魚用の餌に使われる。
改良品種としてヒレを伸ばした「ロングフィン」タイプや、黄色の体色をした「ゴールデン」タイプもある。